# ヴェラーノ
ヴェラーノ（イタリア語: Verano ; ドイツ語: Vöran フェーラーン）は、イタリア共和国トレンティーノ＝アルト・アディジェ州ボルツァーノ自治県にある、人口約1,000人の基礎自治体（コムーネ）。

## 地理

### 位置・広がり
ボルツァーノ自治県中部に位置するコムーネ。メラーノから南東へ約9km、県都ボルツァーノから北西へ約15km、州都トレントから北へ約60kmの距離にある。

#### 隣接コムーネ
隣接するコムーネは以下の通り。
- アヴェレンゴ
- メルティナ
- メラーノ
- ポスタル
- サレンティーノ

## 行政

### Comunità comprensoriale
ボルツァーノ自治県が設けた行政区画 Comunità comprensoriale では、ブルグラヴィアート / ブルクグラーフェンアムト  (Burggrafenamt) （中心地: メラーノ）に属する。
- ブルクグラーフェンアムト
- ブルクグラーフェンアムトのコムーネ（中心地メラーノは9）。ヴェラーノは26。

## 住民

### 言語
| 言語集団調査（2011年） | 言語集団調査（2011年） | 言語集団調査（2011年） | 言語集団調査（2011年） | 言語集団調査（2011年） |
| ---------------------- | ---------------------- | ---------------------- | ---------------------- | ---------------------- |
|                        |                        |                        |                        |                        |
| ドイツ語               | ドイツ語               |                        | 97.90%                 | 97.90%                 |
| イタリア語             | イタリア語             |                        | 2.10%                  | 2.10%                  |
| ラディン語             | ラディン語             |                        | 0.00%                  | 0.00%                  |

2011年に行われた、住民がドイツ語・イタリア語・ラディン語のいずれの「言語集団」に属するかの調査によれば（ボルツァーノ自治県#言語集団調査参照）、住民の約98%がドイツ語話者である。